# Taos Inn
La Taos Inn est un hôtel américain à Taos, dans le comté de Taos, au Nouveau-Mexique. Construite en 1934 dans le style Pueblo Revival, elle est inscrite au New Mexico State Register of Cultural Properties depuis le 3 avril 1981 ainsi qu'au Registre national des lieux historiques depuis le 5 février 1982.